# Hennessey Performance

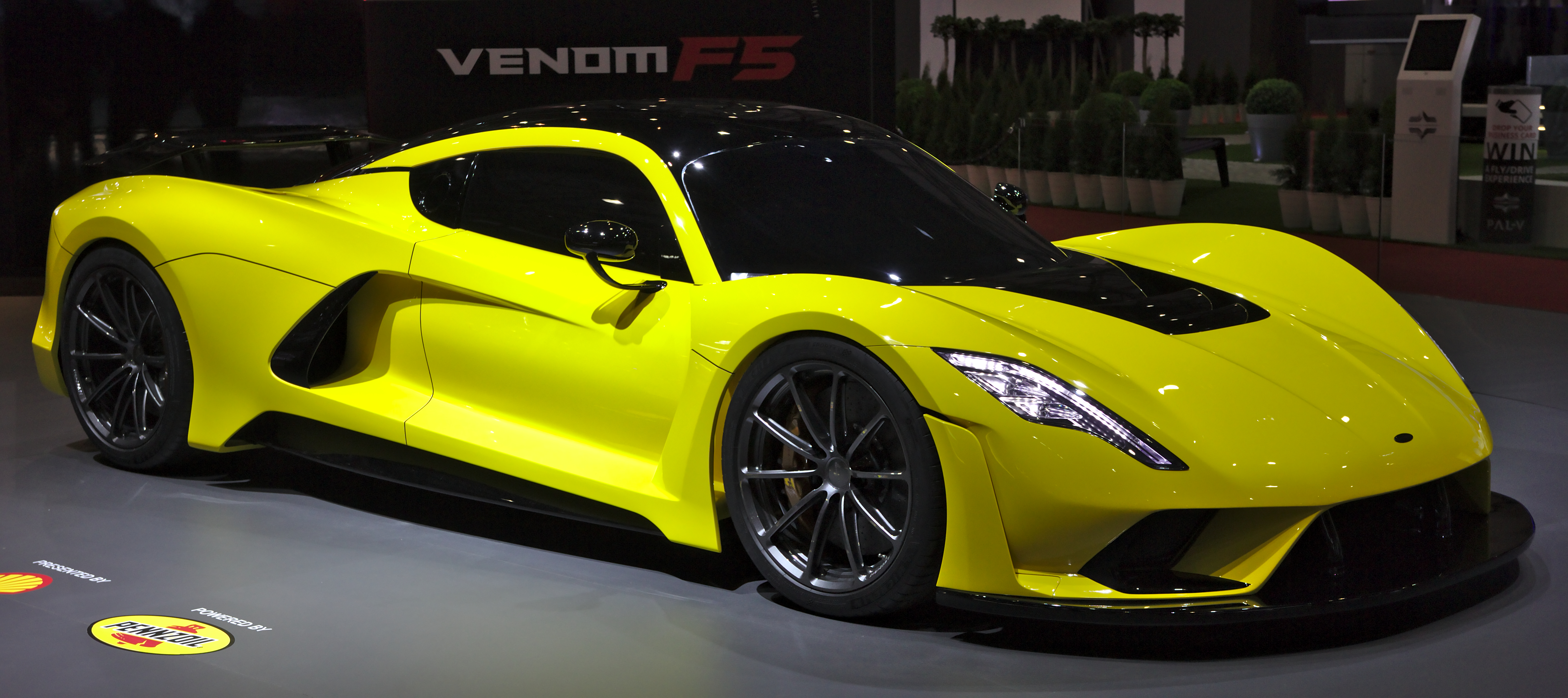
Hennessey Venom F5

La Hennessey Performance Engineering è una casa automobilistica statunitense fondata nel 1991 da John Hennessey a Sealy nei pressi di Houston, in Texas.
La casa è specializzata nel tuning e nella personalizzazione di auto sportive come Ferrari, Lamborghini, Porsche, Audi, McLaren, Chevrolet, Dodge, Cadillac, Lotus, Jeep, Ford, GMC, Lincoln e Lexus.

## Vetture
- Hennessey Venom GT
- Hennessey Venom F5
- Hennessey Venom F5 Revolution Roadster